# Guayana

Mapa de Las Guayanas, incluyendo la venezolana (antigua Guayana española) y la brasileña (antigua Guayana portuguesa).

La Guayana es una región geográfica del norte de América del Sur comprendida por el macizo guayanés y los territorios aledaños. Políticamente abarca los territorios de Guyana, Surinam y Guayana Francesa, aunque en otras clasificaciones se anexan también la Guayana venezolana (antiguamente denominada Guayana Española), que incluye los estados federales venezolanos de Amazonas, Bolívar y Delta Amacuro; los estados brasileños de Amapá (antiguamente denominado Guayana Portuguesa y república independiente por un breve lapso de tiempo), Roraima, territorio parcial del estado de Pará y en ocasiones se incluye también parte del estado brasileño de Amazonas.
La parte central de la Guayana tiene una historia diferenciada con respecto al resto de Sudamérica, ya que fue colonizada por países europeos ubicados fuera de la península ibérica. Esta situación la ha distanciado cultural, lingüística y políticamente del resto de los países del subcontinente sudamericano al cual pertenece, y en cambio, la ha aproximado a la comunidad de países caribeños.

## Países y territorios que la componen
Bajo este término se agrupan habitualmente desde tres hasta cinco territorios con diferentes grados de autonomía:

### Guyana

Localización de Guyana.

Guyana es un país situado al norte de América del Sur,  miembro de la UNASUR. Limita al norte con el océano Atlántico, al este con Surinam, al oeste con Venezuela y al sur con Brasil. También suele denominársele en español Guayana británica, su nombre antiguo cuando era una colonia británica, de quien obtuvo su independencia el 26 de mayo de 1966.
Las dos terceras partes del occidente del país son reclamadas por su vecino occidental, Venezuela, zona llamada por esta última como Guayana Esequiba. Su vecino del este, Surinam, también reclama para sí una parte del territorio oriental guyanés, conocida como Región de Tigri.
Su superficie es de 214 969 km² y la estimación poblacional para el año 2010 fue de 784 894 habitantes. El inglés es el único idioma oficial. La ciudad más poblada es también su capital: Georgetown.

### Surinam

Localización de Surinam.

Surinam es un país situado en el norte de América del Sur, limitado al este por la Guayana Francesa, al oeste por Guyana, al sur por Brasil, y al norte por el océano Atlántico. También suele denominársele en español Guayana Neerlandesa o Guayana holandesa, su nombre antiguo cuando era una colonia neerlandesa, de quien obtuvo su independencia el 25 de noviembre de 1975.
Su superficie es de 163 270 km², y su población, según datos de la ONU de 2011, es de alrededor de 549 000 habitantes, por lo tanto, el menos poblado de los países independientes de Sudamérica. Surinam reclama varias áreas territoriales situadas más allá de sus fronteras con Guyana y la Guayana Francesa. Su capital es la ciudad de Paramaribo. Está dividida en diez distritos y estos en ressorts. El país está dividido religiosamente entre católicos, hinduistas, musulmanes y protestantes.

### Guayana Francesa (Francia)

Localización de Guayana Francesa.

La Guayana Francesa es una región y departamento de ultramar de Francia, y una Región Ultraperiférica de la Unión Europea, que se ubica en la costa norte de América del Sur, entre Brasil y Surinam, limitando al norte con el océano Atlántico. Como los otros departamentos de ultramar, la Guayana Francesa es también una región de ultramar de Francia, una de las 18 regiones de dicho país; es parte integrante de Francia desde 1946.
Es conocido por ser el último territorio europeo en América del Sur continental, además por poseer un rápido crecimiento poblacional, de los más altos a nivel mundial.
Su superficie es de 91 312 km² y la estimación poblacional para el año 2010 fue de 260 000 habitantes. El francés es el único idioma oficial, por lo que en el sentido amplio es también considerada como parte de América Latina. La ciudad más poblada es también la capital del departamento de ultramar: Cayena. 
Surinam reclama el área entre los ríos Litani y Maroní. Este conflicto territorial aún se encuentra sin solución.

### Amapá (Brasil)
Amapá es uno de los veintiséis estados que, junto con el distrito federal, forman la República Federativa de Brasil. Conocido históricamente su territorio como la Guayana portuguesa.

## Relaciones con el resto de Sudamérica
Habiendo sido colonizadas por países europeos ubicados fuera de la península ibérica a diferencia del resto de Sudamérica, la región se ha alejado cultural y políticamente del resto de los países del subcontinente al cual pertenece, y en cambio, la ha aproximado a la comunidad de países caribeños. Un ejemplo de esta aproximación se puede ver, dentro del ámbito del deporte, en el fútbol asociado, donde las federaciones de Guyana, Surinam y la Guayana Francesa se han integrado a la Concacaf, correspondiente a Norteamérica y el Caribe, donde compiten tanto sus clubes como sus selecciones nacionales, excluyéndose de la Conmebol que corresponde a Sudamérica. 
Dado que no suele existir mucha cobertura mediática sobre las Guayanas ni los sucesos que en ella acontecen, es vista como una región exótica por los habitantes del resto de las naciones sudamericanas.
La principal relación que tienen Guyana y Surinam con sus pares sudamericanos es, políticamente, mediante la integración y participación en la Unión de Naciones Suramericanas, que tiene el objetivo de agrupar e integrar a todos los estados soberanos de Sudamérica, razón por la cual la Guayana Francesa no los integra por tratarse de un territorio no soberano perteneciente a Francia; asimismo, tiene relaciones fundamentalmente políticas con todos o la gran mayoría de los países sudamericanos mediante la integración y participación en organismos y organizaciones internacionales de ámbito americano o mundial tales como el Sistema Económico Latinoamericano y del Caribe, la Organización de los Estados Americanos, el Sistema Interamericano de Derechos Humanos o la Organización de las Naciones Unidas.
De la misma forma que participan del UNASUR, Guyana y Surinam forman parte de la Comunidad del Caribe que agrupa a todos los países del Caribe, incluyendo las naciones sudamericanas de Colombia y Venezuela, siendo Georgetown, capital guyanesa, la sede del organismo.
Económicamente, Guyana y Surinam son los países menos desarrollados de Sudamérica y su mercado depende fundamentalmente de la exportación de materias primas. Se trata de las dos economías más pequeñas de Sudamérica por muchísima diferencia y es un gran impedimento para lograr un desarrollo sostenido, siendo un fenómeno que se debe fundamentalmente a la enorme diferencia poblacional con el resto de los países soberanos teniendo en cuenta que ninguno de los dos, así como tampoco la Guayana Francesa, llega al millón de habitantes. Por otro lado, Guyana se ubica penúltima en PIB per cápita en contraposición a Surinam que se ubica 5º, así como Guyana es el país con el peor índice de desarrollo humano de Sudamérica mientras que Surinam se ubica 9º superando a su vecina y a Bolivia y Paraguay. 
| Rango | País      | Mil millones de $US |
| ----- | --------- | ------------------- |
|       | UNASUR    | 6 564 281           |
| 1     | Brasil    | 3 263 832           |
| 2     | Argentina | 947 573             |
| 3     | Colombia  | 682 977             |
| 4     | Venezuela | 538 922             |
| 5     | Chile     | 409 329             |
| 6     | Perú      | 371 344             |
| 7     | Ecuador   | 180 216             |
| 8     | Uruguay   | 69 978              |
| 9     | Bolivia   | 69 962              |
| 10    | Paraguay  | 58 301              |
| 11    | Surinam   | 9 188               |
| 12    | Guyana    | 5 514               |

| Rango | País      | Miles de $US |
| ----- | --------- | ------------ |
|       | UNASUR    | 16 004       |
| 1     | Chile     | 23 057       |
| 2     | Argentina | 22 302       |
| 3     | Uruguay   | 21 055       |
| 4     | Venezuela | 17 759       |
| 5     | Surinam   | 16 261       |
| 6     | Brasil    | 16 155       |
| 7     | Colombia  | 13 480       |
| 8     | Perú      | 11 860       |
| 9     | Ecuador   | 11 303       |
| 10    | Paraguay  | 8 476        |
| 11    | Guyana    | 6 921        |
| 12    | Bolivia   | 6 224        |

| Rango | País      | Mil millones de $US |
| ----- | --------- | ------------------- |
|       | UNASUR    | 4 164 162           |
| 1     | Brasil    | 2 346 583           |
| 2     | Argentina | 543 061             |
| 3     | Colombia  | 377 867             |
| 4     | Chile     | 258 017             |
| 5     | Venezuela | 206 252             |
| 6     | Perú      | 202 642             |
| 7     | Ecuador   | 100 543             |
| 8     | Uruguay   | 57 471              |
| 9     | Bolivia   | 33 237              |
| 10    | Paraguay  | 30 220              |
| 11    | Surinam   | 5 210               |
| 12    | Guyana    | 3 059               |

| Rango | País      | Puntaje General  |
| ----- | --------- | ---------------- |
| 1     | Chile     | 0,847 (Muy alto) |
| 2     | Argentina | 0,827 (Muy alto) |
| 3     | Uruguay   | 0,795 (Alto)     |
| 4     | Venezuela | 0,767 (Alto)     |
| 5     | Brasil    | 0,754 (Alto)     |
| 6     | Perú      | 0,740 (Alto)     |
| 7     | Colombia  | 0,739 (Alto)     |
| 8     | Ecuador   | 0,732 (Alto)     |
| 9     | Surinam   | 0,725 (Alto)     |
| 10    | Paraguay  | 0,693 (Medio)    |
| 11    | Bolivia   | 0,674 (Medio)    |
| 12    | Guyana    | 0,638 (Medio)    |

Las dos naciones independientes junto con algunos países del Caribe y de Centroamérica forman parte desde 2005 del acuerdo energético denominado Petrocaribe impulsado por Venezuela, que tiene como objetivo una alianza que consiste en que los países caribeños compren el petróleo venezolano en condiciones de pago preferencial.

### Guyana

Bandera de Guyana.

Escudo de Guyana.

Guyana mantiene una disputa territorial con su vecina Venezuela por el Esequibo, que representa las tres cuartas partes occidentales del país, por lo que las relaciones entre ambos suelen ser tensas, aunque en el 2005 el presidente Hugo Chávez la haya incluido en el acuerdo energético del Petrocaribe. Sin embargo, el comercio con Sudamérica es relativamente bajo; en cuanto a importaciones, Venezuela es el país sudamericano que mayor intercambio comercial tiene con Guyana y representa apenas el 4.6% del comercio exterior del país, el cual se concentra sobre todo en Estados Unidos (24,7%), la República Popular China (10,4%), Trinidad y Tobago (20,2%), Surinam (4,9%) y otros países del Caribe, mientras tanto los principales socios importadores de Guyana son Estados Unidos (30%), Canadá (25,7%), Reino Unido (3,7%), Países Bajos (6,4%) y países caribeños, fundamentalmente Jamaica (4,3%) y Barbados (4,6%).
Guyana también mantiene una disputa territorial con su vecino del este, Surinam, sobre una porción del sureste de Guyana conocida como Región de Tigri.
Sobre la circulación de ciudadanos extranjeros, los ciudadanos guyaneses pueden ingresar sin requerir visado en cualquier país de Sudamérica con excepción de Venezuela y Paraguay, para los cuales requieren visado, y de Bolivia, donde pueden solicitar y recibir la visa al llegar al país, mientras que con excepción de los mencionados Bolivia, Venezuela y Paraguay, cuyos ciudadanos requieren visa para ingresar, todos los ciudadanos de países sudamericanos pueden ingresar sin presentar visa.

### Surinam

Bandera de Surinam.

Escudo de Surinam.

En cuanto a la economía de Surinam, el comercio exterior con Sudamérica es relativamente poco; Surinam importa la mayor parte de sus bienes de Estados Unidos (26,8%), los Países Bajos (14,3%), la República Popular de China (12,2%) Trinidad y Tobago (7,4%) y Japón (4,8%) y realiza sus exportaciones principalmente a Suiza (21,8%), Emiratos Árabes Unidos (14,5%), India (13,9%), Bélgica (9,7%), Estados Unidos (8,9%), Francia (8,1%) y Canadá (6,6%) y el principal socio comercial sudamericano de Surinam es, además de la Guyana, Brasil, del cual importa principalmente manufacturas textiles, piezas mecánicas y alimentos y exporta petróleo. Cabe destacar que Surinam tiene una economía basada en la minería, especialmente en la extracción de aluminio, oro y bauxita, además del petróleo, que suponen el 85% de las exportaciones del país.
En cuanto a la llegada de ciudadanos extranjeros, Surinam no exige visado para los países sudamericanos, pero los ciudadanos sudamericanos tienen la obligación de pagar y adquirir una tarjeta o permiso de turista sea a través de consulados en sus países o al arribar al país, siendo condición necesaria para adquirirla un pasaporte válido y un pasaje o ticket que confirme la posterior salida del país; la tarjeta de turista tiene un uso individual y único para ingresar al país y permite la estadía durante un máximo de 90 días siendo condición innecesaria para ciudadanos argentinos y brasileños. En tanto los ciudadanos surinameses pueden ingresar sin presentar visado a Colombia, Perú, Ecuador, Brasil y Argentina, requiriendo visado para ingresar a Venezuela, Chile, Paraguay y Uruguay y en el caso de Bolivia deben presentar una visa pudiendo solicitar y recibir el visado al llegar al país.

### Guayana Francesa

Bandera de Francia.

Escudo de la Guayana Francesa.

Guayana Francesa es un departamento de ultramar de Francia y una Región Ultraperiférica de la Unión Europea, por cuanto al no ser un estado soberano es representada políticamente por la República Francesa de la que forma parte, y sus relaciones políticas con otros países sudamericanos pasan por las autoridades de la nación europea.
La economía de la Guayana Francesa es limitada y está poco desarrollada, motivo por el cual la región alcanza una tasa del 20% de desempleo y 40% de pobreza, destacando que la producción agrícola, que se dedica particularmente a los cultivos de arroz, banana, azúcar y yuca, se limita a la zona costera y que los sectores más importantes de la economía de la Guayana Francesa son la pesca, que representa tres cuartas partes de las exportaciones, la silvicultura y la principal actividad de la región son los ensayos de la Industria Aeroespacial europea, realizados por la Agencia Espacial Europea en el puerto espacial de Kourou, que representa el 25% del PBI del país y que convierte a la región en una posición estratégica de gran importancia para Francia, y que convierte a la Guayana Francesa en un territorio altamente vigilado y militarizado, tarea a cargo de la policía militar francesa y de la Legión Extranjera. Por esta razón, las relaciones económicas con Sudamérica son casi nulas, siendo que la región se dedica a exportar y brindar servicios a Francia, de la cual recibe casi todas sus importaciones, al mismo tiempo que se suele limitar el ingreso de ciudadanos extranjeros. Mientras que cualquier ciudadano de la Unión Europea puede ingresar sin visado y por tiempo indeterminado, los ciudadanos de países sudamericanos, a excepción de Guyana y Surinam, no requieren visa, pero pueden permanecer hasta un periodo de tiempo específico y no tienen acceso a algunas regiones. Ciudadanos argentinos, venezolanos, bolivianos, uruguayos y paraguayos pueden ingresar a cualquier región y permanecer hasta 90 días, mientras que los ciudadanos peruanos, ecuatorianos y colombianos pueden ingresar sin visa y permanecer hasta 90 días, pero tienen prohibido el ingreso a determinadas áreas o comunas, mientras tanto los ciudadanos brasileños pueden ingresar a cualquier parte del territorio pero solo si se trata de un pase de tránsito o un viaje organizado con previo aviso y permiso.

## Geografía de la región

### Relieve

Relieve del Escudo guayanés.

El relieve guyanés está formado por un basamento plano en el litoral, que constituye la zona agrícola donde se concentra la mayor parte de la población. En el interior del territorio abundan las colinas y las selvas, en el sur y oeste se extiende una gran región de montañas y sabanas.
El relieve más importante del país es la sierra de Pacaraima, que culmina en el tepui Roraima, de 2810 m s. n. m., situado en la frontera con Venezuela y Brasil. 

### Hidrografía
Los principales ríos son el Esequibo, el Cuyuní,  el Mazaruni, el Demerara, el Surinam, el Corantín, el Coppename, el Maroni, el Nickerie, el Saramacca, el Tapanahoni, el Paloemeu, etc. Son famosas las cataratas de Kaieteur (de 226 m de salto).

### Clima
El clima es ecuatorial-tropical, suavizado por la brisa marina. 
Las precipitaciones son abundantes, generalmente superan los 2000 mm anuales en el occidente, llegando a 4000 mm en sectores orientales, lo que torna al clima muy húmedo en toda la región.

### Patrimonio biológico
Una densa selva ecuatorial cubre la mayor parte del territorio. Es la extensión septentrional de la selva amazónica, la cual se desarrolla alrededor del río Amazonas y de su cuenca fluvial. Las altas temperaturas favorecen el desarrollo de una vegetación tupida y exuberante, siempre verde. Existen en ella innumerables especies de plantas todavía sin clasificar, miles de especies de aves, innumerables anfibios y millones de insectos.